# Tintarella di luna (brano musicale)
Tintarella di luna è un brano musicale scritto da Franco Migliacci e composto da Bruno De Filippi, pubblicato il 9 settembre del 1959 dalla cantante italiana Mina sul singolo Tintarella di luna/Mai e inserita l'anno successivo nell'album di debutto che porta lo stesso titolo.

## Storia e contenuto
Nel 1959 la canzone viene incisa da "I Campioni" per la Jolly, da "I Due Corsari" per la Dischi Ricordi e da Mina per la Italdisc.
Mina ascolta per la prima volta la canzone nell'estate a Ischia (isola della bellissima Campania): si deve esibire in un locale dell'isola insieme al suo gruppo, I Solitari, e aspettando di cantare, segue l'esibizione dei Campioni, rimanendo colpita dal brano. La sera stessa chiede a Roby Matano e agli altri componenti del gruppo l'autorizzazione a incidere il pezzo. La canzone, che sembra scritta appositamente per lei, darà all'esordiente interprete una riconoscibilità immediata e le rimarrà attaccata come un'etichetta, distinguendola tra la miriade di artisti che affolleranno il mondo della musica alla vigilia del boom economico.
De Filippi, che all'epoca è il chitarrista de I Campioni, compone una trascinante melodia a tempo di rock'n'roll e chiede a Migliacci (reduce dalla vittoria al Festival di Sanremo 1958 come coautore con Domenico Modugno del testo di Nel blu dipinto di blu) di scrivergli le parole. Migliacci si inventa la storia di una ragazza che invece di abbronzarsi con il sole, si fa la tintarella di notte, con i raggi di luna.
Il brano, che si apre con una breve introduzione quasi recitata sullo sfondo di solo piano, si trasforma in uno scatenato rock'n'roll, tenendo alta la tensione durante tutta la strofa e l'assolo di sax baritono. Il ritmo cambia nell'inciso, introducendo il famosissimo "tin tin tin", geniale invenzione onomatopeica del giovane Migliacci, che doveva dare un'idea dei "raggi di luna" che colpiscono la pelle.

## Cover
- 1959 - I Campioni, singolo (Jolly - J 20066); album del 1960 Baciare baciare (Jolly - LPJ 5016)
- 1959 - I Due Corsari con la Rolling Crew, singolo  (Dischi Ricordi - SRL 10.093); album del 2017 I Due Corsari (Audrey Records – AR011)
- 1959 - Jimmy Makulis, EP (Electrecord – EDC 227); album del 1962 Unter Südlicher Sonne (Fiesta – FLP 1349)
- 1959 - Bob Azzam Orchestra - EP (Barclay - 72 359); album del 1960 Bob Azzam 1960 (Barclay - 82 208)
- 1959 - Silvano Cocchi, singolo (Tempo – 766)
- 1960 - Paty e Mary, singolo in spagnolo Pintadita de luna, testo di Emilio De Nicolás (Columbia Records – 4685); album ¡Algo Diferente! (Columbia Records – EX 5040)
- 1960 - Celly Campello con Mário Gennari Filho e seu conjunto e côro, singolo in portoghese Banho de lua, testo di Fred Jorge (Odeon Records – 14.592); LP Brôto certinho (Odeon MOFB 3162)
- 1960 - Dalida, singolo in francese Le petit clair de lune, testo di Jacques Larue (Barclay - 11015); LP Dalida (Barclay - 80 125)
- 1960 - Dalida, in italiano promo (Barclay - 60208); album del 2009 Glamorous (Universal Music France – 531 733 7)
- 1960 - Dalida, EP in spagnolo Baños de luna, testo di Francisco Carreras (Barclay - BCGE 28248); album del 2008 Sus mas grandes éxitos en español (Universal Music France – 530691 - 1)
- 1960 - Umberto Marcato, EP (Karusell - KSEP 3215); album del 1978 Umberto Marcato (Four Leaf Clover Records – FLC 5025)
- 1960 - Vittorio Casagrande e Die Rivieras, singolo (Odeon Records – O 21 551); album del 1987 Complimenti (CL Music – 220 509-1)
- 1963 - Ines Taddio in italiano - LP Club Együttes (Qualiton LPX 7216)
- 1963 - Bohumil Zeman, Marta Kučerová + Václav Kučera e il suo gruppo in italiano

EP Tintarella di luna (Supraphon ST 17018)
1965 - EP Alla laguna di Venezia (Supraphon SUK 33582)
- 1969 - Os Mutantes in portoghese - LP Mutantes (Polydor LPNG 44.026)
- 1973 - Flamingokvintetten in italiano - LP Flamingo 4 (FLAM 3170 LP)
- xxxx - Jack Defer in italiano - LP Surprise-Party de nos 20 ans. Vol 1 (EPN 33002)
- 1979 - Jo Lemaire + Flouze in italiano

Singolo (Vertigo 6837 627); LP Jo Lemaire + Flouze (Vertigo 9198 448)
- 1981 - Parchis in spagnolo

EP Cumpleaños Feliz (DB Belter 1-10.222)
- 1983 - Ja-Ga Brothers in italiano - nuovo arrangiamento - Qdisc Ja-Ga Brothers (CGD 15106, Italia)

1992 - CD raccolta Anni '60 - Volume 1 (CGD 9031-77394-2, Germania)
- 2003 - Maja Brunner in italiano – CD La dolce vita (Grüezi CD 28171)
- 2003 - Gabi Novak e Oktet Stipice Kalogjere in croato Mjesec kao igracka, testo di Marija Renota, nell'album Pjeva (Croatia Records – CD 5520801)
- 2018 - The Western Spaghetti meet Benny in italiano - Singolo (Part Records 190.003)
- xxxx - Jack Defer nell'album Performance (Germinal – GLP 33.002)